# Franken-Landschulheim Schloss Gaibach
Das Franken-Landschulheim Schloss Gaibach im Volkacher Ortsteil Gaibach (Landkreis Kitzingen) ist eine öffentliche (kommunale) Internatsschule mit Gymnasium, Realschule und Tagesheim und somit eine Besonderheit im bayerischen Schulsystem. Es erfüllt neben 14 anderen öffentlichen bayerischen Internatsschulen den gesetzlichen Auftrag des Art. 106 BayEUG.
Im Schuljahr 2023/24 besuchten etwa 650 Jungen und Mädchen das Gymnasium und 390 die Realschule. Etwa 140 von ihnen wohnen im Internat.

## Geschichte
Eine Schule im Gaibacher Schloss hat ihren Ursprung in der Schulnot nach dem Zweiten Weltkrieg. Viele Schulgebäude waren zerstört und die vielen Flüchtlingskinder mussten unterrichtet werden. Unter der Leitung des Münchner Stadtschulrats Anton Fingerle wurde der Zweckverband Bayerische Landschulheime ins Leben gerufen, der sich den Missständen widmete und den Schülern und Schülerinnen fortan sogenannte Landschulheime als Orte des Unterrichts, fernab der Städte zur Verfügung stellte.
Das Gelände des gräflichen Schlosses in Gaibach war für diese Idee geeignet, denn es stand seit Jahrzehnten leer. Die Eigentümer der Grafen von Schönborn hatten ihre Residenz bereits im 18. Jahrhundert nach Wiesentheid verlegt und das Schloss wurde 1945 als Notunterkunft für Flüchtlinge genutzt. Der Zweckverband richtete eine „Oberrealschule für Knaben und Mädchen“ in den Gebäuden ein. Auch ein Internat wurde gegründet.
Am 14. September 1949 begann der Schulbetrieb mit 120 internen und 70 externen Schülern in fünf Klassen. Im Jahr 1956 konnte der erste Jahrgang mit dem Abitur entlassen werden. Zu Beginn reichten die Räume des Schönbornschloss aus, bereits 1956 wurde ein weiteres Schulgebäude im weitläufigen Park erbaut. Kurze Zeit später wurde der erste Sportplatz eröffnet. Im Jahr 1957 folgte der naturwissenschaftliche Trakt.
Mit dem Beschluss vom 5. Dezember 1959 änderte die Schule ihr Profil und wurde fortan als Humanistisches Gymnasium mit Realgymnasium geführt. Der Neuaufstellung folgten wieder Umbauten, so wurde 1963 der Wirtschaftstrakt eingeweiht. 1964–1967 folgte eine komplette Schulhauserweiterung, im Jahr 1969 wurde eine Turnhalle auf dem Parkgelände eröffnet. Im Jahr 1974 kam der sogenannte Kollegbau dazu, um der wachsenden Schülerzahl mehr Unterrichtsräume zur Verfügung zu stellen.
Zuvor, im Schuljahr 1972/73 war in den Gebäuden der ehemaligen Berufsschule in Gerolzhofen eine Außenstelle des Gymnasiums eingerichtet worden mit der fünften bis zehnten Klasse. Im Jahr 1969 war das Angebot in Gaibach mit der Eröffnung einer vierstufigen Realschule erweitert worden. Sie war zunächst vierstufig und stand nur für Jungen offen. Im Laufe der Zeit wurde sie auf eine sechsstufige Schule für beide Geschlechter erweitert.
Im Jahr 1977 hatte das Franken-Landschulheim erstmals mehr als 1000 Schüler. Dies machte in den achtziger Jahren weitere Anbauten notwendig. 1984/85 wurde erstmals der wirtschaftswissenschaftliche Zweig eingeführt. Im Jahr 1992 wurden die vollständig neu errichteten Schulgebäude im Süden des Schlosses eingeweiht. Der frühere Adelssitz beherbergt jetzt die Internatsräume.

## Schule

### Gymnasium
Das Gymnasium ist eine Ganztagsschule in offener Form und bietet folgende Ausbildungsrichtungen an:
- Sprachliches Gymnasium (SG)
- Wirtschafts- und Sozialwissenschaftliches Gymnasium mit wirtschaftswissenschaftlichem Profil (WSG-W)
- Naturwissenschaftlich-technologisches Gymnasium (NTG) (nur Außenstelle Gerolzhofen)

Daneben gibt es einen Zweig, der Realschulabsolventen zum Abitur führt.
Über den regulären Fachunterricht hinaus gibt es ein besonderes Nachmittagsangebot (Wahlunterricht) mit einer Vielzahl von Kursen und Arbeitsgemeinschaften.

### Realschule
Die sechsstufige Realschule ist eine Ganztagsschule in offener Form mit den Zweigen:
- Zweig I (mathematisch-naturwissenschaftlich-technisch)
- Zweig II (wirtschaftlich)
- Zweig IIIa (fremdsprachlich mit Französisch)
- Zweig IIIb (musisch-gestaltend mit Werken)

## Internat
Das Internat kann bis zu 80 Mädchen und 100 Jungen aufnehmen. Die Schüler wohnen je nach Jahrgangsstufe in Ein- bis Vierbettzimmern. Von Montag bis Freitag findet nachmittags in den Klassenzimmern eine betreute Studierzeit statt, zu der Lehrkräfte der Schule zur individuellen fachlichen Unterstützung (Coaching) anwesend sind.

## Bekannte ehemalige Schüler
| Name                 | Amtszeit  |
| Franz Piffl          | 1953–1955 |
| Eberhard Schmähling  | 1955–1975 |
| Karl Riederer        | 1975–1981 |
| Hubert Gahr          | 1981–1991 |
| Klaus-Dieter Haase   | 1991      |
| Adolf Manfred Stemig | 1991–2004 |
| Ralph Bernecker      | 2004–     |
| Wolfgang Kremer      | 2012–2018 |
| Bernhard Seißinger   | 2018–2024 |
| Janina Seyler        | 2024–     |

- Siegfried Naser (* 1951), Politiker (CSU), ehemaliger Landrat des Landkreises Kitzingen sowie ehemaliger Präsident des Bayerischen Sparkassenverbands
- Philipp Moog (* 1961), Schauspieler und Synchronsprecher
- Flo V. Schwarz (* 1972), Sänger und Gitarrist der Band Pyogenesis und Inhaber von Hamburg Records